# Grant Park
Grant Park es una villa ubicada en el condado de Kankakee en el estado estadounidense de Illinois. En el Censo de 2010 tenía una población de 1331 habitantes y una densidad poblacional de 149,39 personas por km².

## Geografía
Grant Park se encuentra ubicada en las coordenadas 41°14′34″N 87°38′17″O / 41.24278, -87.63806. Según la Oficina del Censo de los Estados Unidos, Grant Park tiene una superficie total de 8.91 km², de la cual 8.84 km² corresponden a tierra firme y (0.76%) 0.07 km² es agua.

## Demografía
Según el censo de 2010, había 1331 personas residiendo en Grant Park. La densidad de población era de 149,39 hab./km². De los 1331 habitantes, Grant Park estaba compuesto por el 95.49% blancos, el 0.08% eran afroamericanos, el 0.08% eran amerindios, el 0.08% eran asiáticos, el 0% eran isleños del Pacífico, el 1.88% eran de otras razas y el 2.4% pertenecían a dos o más razas. Del total de la población el 6.24% eran hispanos o latinos de cualquier raza.